# Batalla de Platea (431 aC)
La Batalla de Platea del 431 a.C. fou l'inici de les hostilitats bèl·liques que desencadenarien l'enfrontament entre la Lliga del Peloponnès, encapçalada per Esparta, i la Lliga de Delos, sota el domini d'Atenes, degut a un atac sorpresa per part de Tebas, comandant a tres-cents hoplites, en un intent de prendre el control de Platea, l'única ciutat de Beòcia aliada a Atenes. Els assaltants van entrar a la ciutat amb la complicitat del partit oligàrquic i a la nit van intentar agafar el control, però els ciutadans es van recuperar de la sorpresa i van matar 180 assaltants i la resta van fugir. Aquest atac va desencadenar la guerra del Peloponnès.

## Context històric
Durant el segle V a.C. es donen una sèrie de fets previs al desencadenant de la Guerra del Peloponnès i de la batalla de Platea. La política expansionista protagonitzada per Pèricles a Atenes, que tractava de fer-se amb nous territoris d'influència per a la seva ciutat; l'expedició a Egipte (459-454 a.C.), de dubtosos resultats, la seva intervenció en els assumptes itàlics amb la fundació de Turios (444 a.C.) o a Sicília, amb pactes i aliances amb ciutats com ara Segesta (458-457 o 454-453 a.C.) o Leontinos (anys quaranta del segle V a.C.), la seva expedició a la Mar-negra (437a.C.), per no esmentar la subjecció cada vegada major dels seus aliats-súbdits, que no deixa lloc a dubtes sobre l'orientació que estava prenent Atenes.
D'altra banda, la política d'Esparta no sembla haver estat imperialista en excés, però no pot dir-se el mateix d'algun dels seus aliats; així, Corint, principal rival d'Atenes i en certa manera assetjada per ella, reaccionava fent ús de la força o, almenys, amenaçant amb això quan no empenyia a aliats més febles, com Mègara, veïna d'ambdues, per a tractar d'afeblir-la. No queda del tot clara l'actitud d'Esparta, no tan interessada en conflictes massa allunyats de les seves fronteres i, en tot cas, gens procliu a enfrontaments prolongats en el temps i gens resolutius. No obstant això, els vincles d'aliança amb Corint i amb altres aliats, podien forçar-la a intervenir en cas que algun d'ells fos atacat.
Entre aquesta situació de calma tensa entre les dues potències: Atenes i Esparta, sorgeixen dos esdeveniments en les perifèries del continent grec. El primer, el conflicte entre Corint i la seva colònia Corcira amb motiu de Epidamno (al seu torn colònia corcirea de la costa iliria), l'any 435 a.C. és exemple de les tensions sorgides entre les colònies i les seves metròpolis respecte de la relació que havia de vincular-les i les obligacions mútues. Un dels bàndols de la stásis va demanar ajuda a Corcira, a la que aquesta es va negar; llavors, els epidamnios es van dirigir als corintis, que van accedir a col·laborar, moguts en part pel despit cap a Corcira, la conducta del qual consideraven impròpia i irrespectuosa per a la seva metròpoli. Corcira, decidida al fet que Corint no intervingués en els assumptes de la seva colònia, es va procurar l'ajuda militar d'Atenes, encara que aquesta va recalcar que havia de tractar-se d'una aliança merament defensiva; però en una batalla naval, encara que secundària, es van enfrontar ateneses i corintis, la qual cosa comportava (atès que Corint era aliada d'Esparta) que Atenes podia ser acusada d'haver trencat la Pau dels Trenta Anys. El segon fou al 432 a.C. quan Potidea, una colònia situada en l'Egeu septentrional i coríntia, però súbdita d'Atenes, va rebre suport Corinti en un aixecament contra la capital àtica, i els atenesos van posar cèrcol a la ciutat.
Aquests episodis, igual que la revolta jònia, haurien desaparegut de la història de no haver estat considerats rellevants pels aliats d’Esparta, que van intensificar la seva pressió en contra d'Atenes.
En la tardor de 432 a. C., els corintis van denunciar a Atenes davant l'assemblea d'Esparta. Encara que el rei Arquidam va intentar calmar els ànims i convèncer als seus compatriotes que havia de posposar-se qualsevol acció fins que s'avaluessin els recursos de què disposaven per a la guerra, els seus arguments no van prevaldre, i els lacedemonis van decidir que els atenesos havien violat la Pau dels Trenta Anys. Van convocar llavors als delegats de la Lliga del Peloponnès, que van votar declarar la guerra a Atenes.

## Preludi

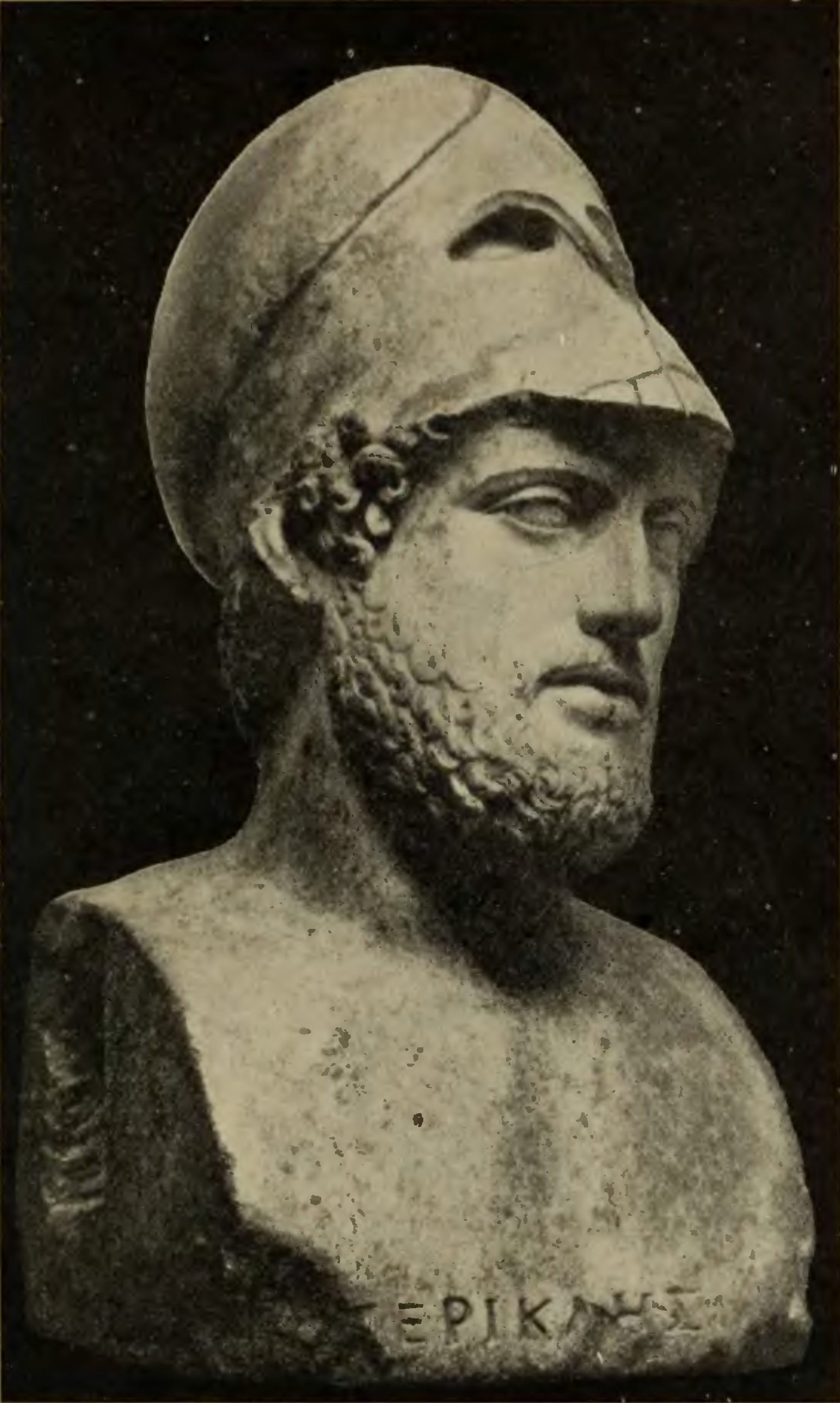
Bust de Pèricles al British Museum.

Arquidam era un vell amic de la família de Pèricles, però no era ni molt menys l'únic espartà que dubtava de la conveniència de trencar les hostilitats contra Atenes, i durant alguns mesos després que els lacedemonis prenguessin formalment la decisió de declarar-los la guerra, els espartans van enviar diverses ambaixades donant tres ultimàtum als atenesos, però com sosté Lisa Kallet, aquests eren mers pretextos, sense intenció d'arribar a un acord, ja que es van anar succeint un darrere l'altre; l'últim resava, simplement: "Permeteu que els grecs siguin lliures i autònoms". És poc creïble que els esparciates confiessin que Atenes anava a prendre seriosament tals advertiments.
Malgrat l'escalada de provocacions diplomàtiques entre Atenes i Esparta, fou finalment Tebes la que va provocar l'esclat del conflicte bèl·lic.
Els tebans compartien una frontera molt extensa amb els atenencs i, en cas de guerra, volien controlar Platea, una petita plaça amb menys d'un miler d'habitants, però que es presentava alhora com a perillós i com a oportunitat. El seu govern democràtic sempre s'havia resistit a formar part de la Lliga beocia, la qual es trobava dominada per l'oligarquia de Tebes, i els plateus havien estat lleials aliats d'Atenes des del segle VI a.C. La població ocupava una posició estratègica: a poc més de 13km. de Tebes i al costat de les millors rutes de comunicació entre Atenes i Tebes. En mans ateneses, Platea podia utilitzar-se com a base des d'on atacar Tebes i Beòcia, i com a amenaça a qualsevol exèrcit tebà que intentés entrar en l'Àtica. I un detall més important encara era que estava situada en l'única via que, sense passar per territori atenès, connectava Tebes amb Mègara i el Peloponès. Si Platea continuava en mans dels atenencs, qualsevol col·laboració entre els enemics d'Atenes a la Grècia central i al Peloponès quedaria entorpida. Per a Tebes, el començament de la guerra també es presentava com l'oportunitat ideal si es fes amb la seva vella enemiga, mentre els atenesos estiguessin ocupats amb els lacedemonis, per aquesta raó, els tebans van tramar la captura de Platea mitjançant un atac sorpresa.

## La batalla
En una nit nuvolosa a principis de març de l'any 431 a.C., uns tres-cents tebans van entrar furtivament en Platea guiats per Nauclides, un dels líders de la facció oligàrquica platense, qui amb els seus seguidors tenia intenció d'enderrocar als demòcrates que estaven en el poder i governar en favor de Tebes. Els tebans esperaven que, desprevinguts, els habitants de Platea es rendirien pacíficament, i que, amb la promesa de no efectuar represàlies, aconseguirien que els seus habitants s'unissin a ells. Sens dubte, pensaven que preferirien que Platea estigués governada per una oligarquia a favor de Tebes que veure-la delmada per les execucions i amb la càrrega d'exiliats amb ganes de buscar venjança. Per contra, els traïdors de Platea, segurs que els seus conciutadans optarien per la lluita, desitjaven matar als seus oponents democràtics immediatament. Encara que els tebans van passar per alt tal advertiment, tan aviat com va desaparèixer la primera impressió de l'atac, els plateus van començar a organitzar la resistència. Gràcies als túnels que connectaven les seves cases van aconseguir reunir-se per a planejar el contraatac i, just abans de l'aurora, es van precipitar contra els tebans, que van quedar atrapats per sorpresa en la foscor d'una població desconeguda.
Un fort xàfec havia començat a caure, i les dones de Platea i els esclaus, assedegats de sang, van pujar a les teulades i van llançar des d'allí pedres i teules contra els invasors. Desorientats, els tebans van haver de fugir per a posar les seves vides fora de perill, però els habitants de la ciutat que coneixien cadascun dels seus racons, els van perseguir. Molts van ser capturats i assassinats, i no va transcórrer molt de temps abans que els supervivents es veiessin obligats a rendir-se.
Preveient possibles problemes, l'exèrcit tebà tenia planejat acudir en ajuda dels tres-cents homes de Platea, però el seu pla va ser tot un fracàs. La pluja havia fet créixer el riu Asop, el qual separava Tebes del territori de Platea, i per a quan l'exèrcit va aconseguir creuar-lo, els invasors ja havien estat fets presoners. No obstant això, la majoria dels plateus tampoc havien escapat del perill, ja que encara seguien en les seves granges del camp. Els tebans van planejar prendre'ls com a ostatges per a intercanviar-los pels seus soldats de la ciutat, però els habitants de Platea van amenaçar amb donar mort als presoners tret que l'exèrcit abandonés el seu territori immediatament. Malgrat que les tropes es van batre en retirada, el plateus van executar a cent vuitanta captius. Com diu Donald Kagan "Aquesta acció, fins i tot per als cànons tradicionals de la guerra a Grècia, era una atrocitat. La primera de moltes, l'horror de les quals s'aniria incrementant conforme van passar els anys".
Fou també el que va desencadenar l'espiral de la guerra, perquè quan els tebans es van declarar disposats a venjar-se, Atenes es va veure obligada a enviar una guarnició a Platea per a protegir-la, cosa que va generar que Esparta considerés que les negociacions quedaven trencades i envaís la regió de l'Àtica en la primavera de 431 a. C.

## Conseqüències
L'atac sobre els plateus va ser considerat particularment odiós, degut a la posició especial de la que gaudia la polis de Platea a Grècia, ja que va ser el lloc de la gran victòria sobre els perses al 479 aC. a la Segona Guerra Mèdica.
Això va desencadenar en l'inici de la confrontació entre Esparta i Atenes, la coneguda Guerra d'Arquidam; on els espartans i els seus aliats van aprofitar la seva superioritat terrestre, i Atenes, pel seu bàndol, va explotar la seva supremacia naval. La fortificació d'Atenes, juntament amb els Murs Llargs i el Mur del Pireu feien a Atenes gairebé inexpugnable per terra, i a la vegada, la flota garantia el subministrament de la població i la mobilitat de les tropes. Arquidam, el rei espartà, decideix envair el territori atenès, mentre que la població es refugia dins de les muralles. Malgrat la seguretat dels atenesos, l'abandó del seu territori a l'enemic, sense lluita, provocarà motins i revoltes a la ciutat, la qual cosa portaran a la destitució de Pèricles, que no obstant això tornarà a ser reposat.